# Château de Marchainville
Le château de Marchainville est un ancien château fort du XIIe siècle, aujourd'hui en ruine, dont les vestiges se dressent sur le territoire de l'ancienne commune française de Marchainville, dans le département de l'Orne, en région Normandie.

## Localisation
Les ruines du château sont situées à l'ouest du bourg de Marchainville, au sein de la commune nouvelle de Longny les Villages, dans le département français de l'Orne.

## Historique
En 1212, le comte Thomas du Perche promet de livrer la place à Philippe Auguste.
Le château fut démantelé par les Anglais, en 1424, dans le cadre de la guerre de Cent Ans.

## Description
Il subsiste de l'ancien château fort du XIIe siècle les restes de quatre tours ainsi que des bases de tours et des fragments de remparts les reliant.
Une tour d'angle et un morceau du rempart sont englobés dans la maison du gardien. Au milieu de la pelouse, restes d'une grosse tour encore haute de 7 à 8 m avec à l'intérieur des grands arcs gothiques restaurés. Le tracé du fossé est visible dans le parc.

## Protection
Les quatre tours en ruines et les vestiges des remparts les reliant sont inscrits au titre des monuments historiques par arrêté du 28 décembre 1978.